# جاسین
جاسین (به انگلیسی: Jasin) یک شهرک و مرکز منطقه جاسین در ایالت ملاکا، مالزی است. این شهرک توسط شورای شهر جاسین (به مالایی:Majlis Perbandaran Jasin) اداره می‌شود که سابقاً (از  ۲۳ اوت ۱۹۵۷ تا ۱ ژوئیه ۱۹۷۸) با عنوان شورای منطقه روستایی جاسین (به مالایی:Majlis Daerah Luar Bandar Jasin)، و (از ۱ ژوئیه ۱۹۷۸ تا ۱ ژانویه ۲۰۰۷) تحت عنوان شورای منطقه جاسین (به مالایی:Majlis Daerah Jasin) شناخته می‌شد.

## جاذبه‌های گردشگری
- موزه کشاورزی
- میدان جاسین

## ترابری
ایستگاه مرکزی اتوبوس جاسین داخل شهرک قرار دارد.